# Vampiro por la Noche
El Vampiro por la Noche (Nina Price) es una personaje ficticia que aparece en los cómics publicados por Marvel Comics. Ella es la sobrina del Hombre Lobo y tiene la capacidad de convertirse en una vampiresa entre el atardecer y el amanecer.

## Historial de publicaciones
Ella apareció por primera vez en Amazing Fantasy Vol. 2, n.º 10 y fue creado por Jeff Parker y Federica Manfredi.

## Biografía del personaje ficticio
A través del linaje de su madre, Nina se convirtió en parte de una larga maldición familiar. Esta maldición se originó con Grigori, antepasado del siglo XVIII de Nina, quien había sido contaminada por el Darkhold, un grimorio de magia negra, y posteriormente fue mordida por un hombre lobo que servía a Drácula. Debido a esto, todos los descendientes de Grigori fueron maldecidos para convertirse en hombres lobo en su cumpleaños número 18. La madre de Nina, Lissa Russell, fue víctima de la maldición hasta un altercado con un hechicero llamado Glitternight alteró su posición y se liberó de ser un hombre lobo. Lissa luego se casó con un rico magnate de los negocios llamado Mr. Price y dio a luz a Nina. Aunque su madre fue capaz de alterar el camino de la maldición contra ella, la maldición continuó su curso hacia Nina. En algún momento Nina fue atacada y mordida por un Vampiro que intentó convertirla en no-muerto. Este ataque alteró un poco la maldición para Nina y la hizo convertirse tanto en Hombre Lobo como en Vampiro en una. Durante el día, Nina Price parece ser un humano normal, pero una vez que el sol se pone se convierte en un vampiro. Debido a la mordida del hombre lobo, Nina se convirtió en lobo blanco durante la luna llena, y usó el dinero y el estado de su padre para reservar un zoológico o parque, en el que se enjaularía hasta que la luna llena terminara y ya no fuera un animal (para que ella no lastimara a los inocentes) Sin embargo, Nina no tuvo problemas para usar sus habilidades sobrenaturales para dañar a los criminales, ya que los encontró blancos aceptables para su sed vampírica, alimentándose de violadores y ladrones una vez que se ponía el sol.
Cayendo en una trampa establecida por S.H.I.E.L.D. durante una aventura con su tío Jack, Nina poco después se convirtió en un miembro reacio de la Unidad de Contención Paranormal de S.H.I.E.L.D., apodada los Comandos Aulladores. Trabajando en una instalación militar secreta llamada Área 13, Nina se colocó como parte de un equipo sobrenatural que trabajaba para el gobierno para manejar situaciones que trataban con más aspectos del lado macabro de la vida. Durante su tiempo allí se asoció con otro hombre lobo llamado Lobo Guerrero (verdadero nombre Vince Marcus) y su compañera vampira Lilith, la hija de Drácula.
Como parte del evento All-New, All-Different Marvel, Nina se convierte en miembro de los Comandos Aulladores de S.T.A.K.E.
Vampiro por la Noche más tarde termina bajo la esclavitud de Drácula en el momento en que el Viejo Logan y los Comandos Aulladores llegaron para rescatar a Júbilo que también está bajo la esclavitud de Drácula. Ambos terminaron liberados de la esclavitud de Drácula tras su derrota.

## Poderes y habilidades
Nina es una híbrida entre un Vampiro y un Hombre lobo, y posee las habilidades de ambos, pero solo después de la puesta de sol. Sus poderes vampíricos la hacen sobrenaturalmente fuerte y rápida, y no pueden lanzar un reflejo (lo que hace que sea imposible que las personas tomen fotos de noche). Ella puede hipnotizar a las personas con su mirada, una habilidad que a menudo usa para inmovilizar a su presa. Como un vampiro normal, debe alimentarse de sangre humana, pero centra su sed en los delincuentes. Debido a su naturaleza híbrida, la luz del sol no es letal para Nina (como lo es para la mayoría de los Vampiros) y se cura increíblemente rápido incluso con las lesiones más graves.
Ella también está dotada con el poder de la licantropía. Cuando la luna está llena, ella se convierte en un lobo. A diferencia de su tío Jack, ella no se convierte en un hombre lobo humanoide, sino que se convierte en un lobo blanco real (fuertemente parecido a un lobo ártico). En su estado bestial, Nina tiene sentidos sobrehumanos de oído y olfato, poderosas mandíbulas y colmillos y garras mortales. También se siente abrumada por los instintos salvajes del lobo y, a menudo, se aleja de los demás para evitar matarse a personas inocentes.

## Recepción
- En 2021, Screen Rant incluyó a Nina Price en su lista "Marvel: 10 Most Powerful Vampires".[7]

## En otros medios

### Película
- Nina Price aparece en la película animada Hulk: Where Monsters Dwell, con la voz de Chiara Zanni.[8]Ella aparece como miembro de los Comandos Aulladores y ayudó a Hulk, Doctor Strange y Warwolf a derrotar a Pesadilla.

### Videojuegos
- Nina Price hace su debut en el videojuego en Marvel Avengers Academy. Ella aparece como un personaje desbloqueable durante el evento de Halloween 2017.